# Угриновци
Угриновци су насеље у општини Земун, у Граду Београду, у Србији. Према попису из 2022. има 11.859 становника (према попису из 2011. било је 10.807 становника). Угриновачки атар захвата површину од преко 6.000 хектара.
Овде се налази Основна школа „Станко Марић“.

## Историја
Угриновци се први пут као заселак помињу 1702. а као село 1713. године. Црква Св. Георгија саграђена је пре 1756, када се први пут помиње. Прва школа отворена је 1761.
Године 1756. село је имало 80 домова, 1766. године 110, 1774. године 135, 1791. године 133 дома са 1.359 становника, 1810. године 142 дома а 1808. године 1.305 становника.
Становништво се углавном бавило ловом и риболовом, а сточарством где је земљиште дозвољавало. Интензивно се почело бавити пољопривредом тек после 1931. године, када је завршено одводњавање и мелиорација земљишта. Пре тога село је било стално угрожено од поплава и приземних вода.

## Демографија
У насељу Угриновци живи 5640 пунолетних становника, а просечна старост становништва износи 37,3 година (36,6 код мушкараца и 38,0 код жена). У насељу има 2102 домаћинства, а просечан број чланова по домаћинству је 3,42.
Ово насеље је великим делом насељено Србима (према попису из 2002. године), а у последња три пописа, примећен је пораст у броју становника.
|             | \| Демографија[2] \| Демографија[2] \| Демографија[2] \| \| Година \| Становника \| Становника \| \| -------------- \| -------------- \| -------------- \| \| 1948. \| 1.769 \| \| \| 1953. \| 1.728 \| \| \| 1961. \| 1.895 \| \| \| 1971. \| 2.258 \| \| \| 1981. \| 3.278 \| \| \| 1991. \| 4.104 \| 4.007 \| \| 2002. \| 7.199 \| 7.352 \| \| 2011. \| 10.807 \| \| \| 2022. \| 11.859 \| \| |            |
| Демографија | |            |
| Година      | Становника | Становника |
| 1948.       | 1.769 |            |
| 1953.       | 1.728 |            |
| 1961.       | 1.895 |            |
| 1971.       | 2.258 |            |
| 1981.       | 3.278 |            |
| 1991.       | 4.104 | 4.007      |
| 2002.       | 7.199 | 7.352      |
| 2011.       | 10.807 |            |
| 2022.       | 11.859 |            |

| Етнички састав према попису из 2002.‍ | Етнички састав према попису из 2002.‍ | Етнички састав према попису из 2002.‍ | Етнички састав према попису из 2002.‍ | Етнички састав према попису из 2002.‍ |
| ------------------------------------ | ------------------------------------ | ------------------------------------ | ------------------------------------ | ------------------------------------ |
|                                      |                                      |                                      |                                      |                                      |
| Срби                                 | Срби                                 |                                      | 7.007                                | 97,33%                               |
| Роми                                 | Роми                                 |                                      | 40                                   | 0,55%                                |
| Југословени                          | Југословени                          |                                      | 25                                   | 0,34%                                |
| Македонци                            | Македонци                            |                                      | 21                                   | 0,29%                                |
| Хрвати                               | Хрвати                               |                                      | 16                                   | 0,22%                                |
| Муслимани                            | Муслимани                            |                                      | 16                                   | 0,22%                                |
| Црногорци                            | Црногорци                            |                                      | 9                                    | 0,12%                                |
| Украјинци                            | Украјинци                            |                                      | 6                                    | 0,08%                                |
| Руси                                 | Руси                                 |                                      | 4                                    | 0,05%                                |
| Мађари                               | Мађари                               |                                      | 3                                    | 0,04%                                |
| Словаци                              | Словаци                              |                                      | 2                                    | 0,02%                                |
| Буњевци                              | Буњевци                              |                                      | 2                                    | 0,02%                                |
| Чеси                                 | Чеси                                 |                                      | 1                                    | 0,01%                                |
| Словенци                             | Словенци                             |                                      | 1                                    | 0,01%                                |
| Русини                               | Русини                               |                                      | 1                                    | 0,01%                                |
| непознато                            | непознато                            |                                      | 16                                   | 0,22%                                |

| Година пописа     | 1948. | 1953. | 1961. | 1971. | 1981. | 1991. | 2002. |
| ----------------- | ----- | ----- | ----- | ----- | ----- | ----- | ----- |
| Број домаћинстава | 403   | 427   | 493   | 609   | 893   | 1.103 | 2.102 |

| Број чланова      | 1   | 2   | 3   | 4   | 5   | 6   | 7  | 8 | 9 | 10 и више | Просек |
| ----------------- | --- | --- | --- | --- | --- | --- | -- | - | - | --------- | ------ |
| Број домаћинстава | 201 | 427 | 440 | 594 | 266 | 124 | 37 | 6 | 5 | 2         | 3,42   |

| Пол    | Укупно | Неожењен/Неудата | Ожењен/Удата | Удовац/Удовица | Разведен/Разведена | Непознато |
| ------ | ------ | ---------------- | ------------ | -------------- | ------------------ | --------- |
| Мушки  | 2.980  | 895              | 1.929        | 95             | 56                 | 5         |
| Женски | 2.974  | 594              | 1.931        | 384            | 62                 | 3         |
| УКУПНО | 5.954  | 1.489            | 3.860        | 479            | 118                | 8         |

| Пол    | Укупно                    | Пољопривреда, лов и шумарство | Рибарство                            | Вађење руде и камена | Прерађивачка индустрија       |
| ------ | ------------------------- | ----------------------------- | ------------------------------------ | -------------------- | ----------------------------- |
| Мушки  | 1.403                     | 199                           | 0                                    | 1                    | 445                           |
| Женски | 947                       | 97                            | 0                                    | 0                    | 295                           |
| УКУПНО | 2.350                     | 296                           | 0                                    | 1                    | 740                           |
| Пол    | Производња и снабдевање   | Грађевинарство                | Трговина                             | Хотели и ресторани   | Саобраћај, складиштење и везе |
| Мушки  | 18                        | 202                           | 177                                  | 23                   | 135                           |
| Женски | 2                         | 4                             | 189                                  | 28                   | 30                            |
| УКУПНО | 20                        | 206                           | 366                                  | 51                   | 165                           |
| Пол    | Финансијско посредовање   | Некретнине                    | Државна управа и одбрана             | Образовање           | Здравствени и социјални рад   |
| Мушки  | 6                         | 60                            | 53                                   | 20                   | 24                            |
| Женски | 20                        | 30                            | 24                                   | 64                   | 132                           |
| УКУПНО | 26                        | 90                            | 77                                   | 84                   | 156                           |
| Пол    | Остале услужне активности | Приватна домаћинства          | Екстериторијалне организације и тела | Непознато            | Непознато                     |
| Мушки  | 30                        | 0                             | 0                                    | 10                   | 10                            |
| Женски | 26                        | 2                             | 0                                    | 4                    | 4                             |
| УКУПНО | 56                        | 2                             | 0                                    | 14                   | 14                            |

## Галерија
- Аутобус на линији 603, терминус Угриновци
- Насеље Бусије
- Насеље Грмовац
- Фудбалски клуб
- Црква Светог Ђорђа